# 転呼
転呼（てんこ）とは仮名がその置かれた位置、条件によって本来の発音とは異なって発音されることをいう。
長く使用されてきた歴史的仮名遣においては顕著に見られる現象である。
音便と異なり、語自体の変化ではなく仮名の発音習慣の変化に過ぎないので、表記に関わるものではない。

## 概要
歴史的仮名遣において和語の語頭以外で「は、ひ、ふ、へ、ほ」と書かれたものが後に「ワ、イ、ウ、エ、オ」と発音されるようになったものがよく知られている。これをハ行転呼という。
　その他に、「あ段」または「お段」の仮名に「う」「ふ」が続いたものが後に長音化し「オー、コー、ソー、・・」と発音された。
　「い段」の仮名に「う」「ふ」が続いたものが後に「ユー、キュー、シュー、・・」と発音された。
　「え段」の仮名に「う」「ふ」が続いたものが後に「ヨー、キョー、ショー、・・」と発音された。

　漢語においては「きやう、きよう、しやう、しよう、・・」が後に「キョー、ショー、・・」と発音された。
　「くわ、ぐわ」が後に「カ、ガ」と発音された。

　また、転呼は現代仮名遣いにおいても存在する。以下のものは現代仮名遣いが完全には発音に基づいておらず、歴史的仮名遣の習慣を一部引き継いでいることを表している。
　助詞の「は」を「ワ」と発音する。
　助詞の「へ」を「エ」と発音する。
　「おう、こう、・・」を「オー、コー、・・」と発音する。
　「えい、けい、・・」を「エー、ケー、・・」と発音する。
　「い（言）う」を「ユー」と発音する。
　「きょう、しょう、・・」を「キョー、ショー」と発音する。
　これらは話し手、聞き手によってほとんど意識されていないが、転呼の現象である。